# 大井信業
大井 信業（おおい のぶなり）は、戦国時代の武将。甲斐国の国衆。武田信玄の母・大井の方の実兄にあたる。

## 生涯
大井信達の長男として生まれる。父の信達は駿河国の今川氏と結び甲斐守護・武田信虎と敵対していたが、永正14年（1517年）に信達は信虎と和睦すると、娘の大井夫人が信虎へ嫁いだ。『王代記』によれば、永正17年（1520年）には大井氏は逸見氏や栗原氏らの甲斐国人とともに信虎に反抗し、6月10日には敗退し、再び信虎と和睦した。信達はその後出家・隠居し、信業は家督を譲られて当主になったと考えられている。
「守矢家文書」によれば、年次は不詳であるが諏訪大社上社に「松井鹿毛」と呼ばれる名馬と具足を奉納しており、この時に「左衛門督」を名乗っている。
『一蓮寺過去帳』によれば、享禄4年（1531年）2月2日に病死する。『一蓮寺過去帳』『武田源氏一統系図』では法名は弥阿弥陀仏。『平塩寺過去帳』では「左衛門督信業」と記載される。
信業の子息・大井信為は幼少のため、一時的に弟の大井信常が跡を継いだ。